# كولن أكرمان
كولن أكرمان (بالإنجليزية: Colin Ackermann)‏ (4 أبريل 1991 في جنوب أفريقيا - ) هو لاعب كريكت جنوب أفريقي. لعب مع نادي مقاطعة ليسترشاير للكريكت ‏ وEastern Province (cricket team) ‏.

## وصلات خارجية
- كولن أكرمان على موقع إي آس بي آن كريك إنفو (الإنجليزية)